# Alkoholsteuergesetz
Das Alkoholsteuergesetz regelt seit dem 1. Januar 2018 die Besteuerung von Alkohol und alkoholhaltigen Waren in Deutschland.

## Regelungen
Das Gesetz ist in sieben Abschnitte unterteilt:
- Abschnitt 1 (§§ 1 bis 3) Allgemeine Bestimmungen (Steuergegenstand, Steuerhöhe, Begriffsbestimmungen).
- Abschnitt 2 (§§ 4 bis 19) Steueraussetzung und Besteuerung.
  - Steuerlager (Lagerung unter Steueraussetzung, das heißt, die Steuer entsteht temporär nicht);
  - Versand von Erzeugnissen innerhalb der EU (Registrierter Empfänger, registrierter Versender, Begünstigte, Beförderungen, Ausfuhr);
  - Abfindungsbrennen;
  - Besteuerungsverfahren.
- Abschnitt 3 (§§ 20 bis 22) Einfuhr.
- Abschnitt 4 (§§ 23 bis 26) Erzeugnisse, die sich im steuerrechtlich freien Verkehr anderer EU-Staaten befinden (das heißt, die dort versteuert sind).
  - Privatpersonen
  - gewerblicher Bezug
  - Versandhandel
- Abschnitt 5 (§§ 27 bis 30) Steuervergünstigungen.
  - Steuerbefreiungen (z. B. Arzneimittel, Reinigungsmittel);
  - Steuerentlastung (z. B. Aufnahme in ein Steuerlager, Versand in andere Mitgliedsstaaten der EU).
- Abschnitte 6 und 7 (§§ 31 bis 38) Verschiedenes und Schlussvorschriften.
  - Verwaltungsinterna;
  - Überwachung von Brenngeräten;
  - Bußgeldvorschriften.

Aufgrund der Ermächtigungen des Alkoholsteuergesetzes wurde die Alkoholsteuerverordnung erlassen, die diverse Vorschriften des Gesetzes weiter konkretisiert.

## Geschichte
Das Gesetz wurde im Jahr 2013 vom Bundestag beschlossen und löste am 1. Januar 2018 das seit 1922 geltende Branntweinmonopolgesetz ab. Die Verordnung (EU) Nr. 1234/2010 machte umfangreiche Änderungen am bestehenden deutschen Recht erforderlich, die der Gesetzgeber durch Neufassung der Regelungen im Alkoholsteuergesetz umsetzte. Um den betroffenen Marktteilnehmern genügend Zeit für die Umstellung auf die neuen Vorschriften zu geben, trat ein Teil des Gesetzes erst nach einem vergleichsweise langen Übergangszeitraum von fast fünf Jahren nach seiner Verkündung in Kraft.